# Oxtotitla
Oxtotitla är en ort i Mexiko.   Den ligger i kommunen Tequila och delstaten Veracruz, i den sydöstra delen av landet, 240 km öster om huvudstaden Mexico City. Oxtotitla ligger 1 267 meter över havet och antalet invånare är 681.
Terrängen runt Oxtotitla är varierad. Runt Oxtotitla är det ganska tätbefolkat, med 155 invånare per kvadratkilometer. Närmaste större samhälle är Córdoba, 19,8 km norr om Oxtotitla. I omgivningarna runt Oxtotitla växer i huvudsak städsegrön lövskog.